# (35912) 1999 JY95
1999 JY95 (asteroide 35912) é um asteroide da cintura principal. Possui uma excentricidade de 0.10283880 e uma inclinação de 11.67243º.
Este asteroide foi descoberto no dia 12 de maio de 1999 por LINEAR em Socorro.